# Футбольна асоціація Намібії
Футбольна асоціація Намібії (англ. Namibia Football Association) — організація, що здійснює контроль і управління футболом в Намібії. Розташовується в Віндгуці. ФАН заснована в 1990 році, вступила в ФІФА і в КАФ в 1992 році. Федерація організовує діяльність і управляє національними збірними з футболу (чоловічого, жіночого, молодіжними). Під егідою федерації проводиться чемпіонат країни та багато інших змагань.